# Novi Karlovci
Novi Karlovci (serbisch-kyrillisch Нови Карловци; deutsch Neu-Karlowitz) ist ein Dorf im Bezirk Srem in der serbischen Provinz Vojvodina mit knapp 3000 Einwohnern.

## Demographie
Seit dem Zweiten Weltkrieg oszilliert die Einwohnerzahl um 3000.
| Jahr      | 1871  | 1948  | 1953  | 1961  | 1971  | 1981  | 1991  | 2002  | 2011  |
| --------- | ----- | ----- | ----- | ----- | ----- | ----- | ----- | ----- | ----- |
| Einwohner | 2.460 | 2.810 | 2.799 | 3.167 | 3.134 | 2.877 | 2.852 | 2.878 | 2.429 |

## Belege
1. ↑  Република Србија, Републички завод за статистику: УПОРЕДНИ ПРЕГЛЕД БРОЈА СТАНОВНИКА: 1948, 1953, 1961, 1971, 1981, 1991, 2002. И 2011. Република Србија Републички завод за статистику, Belgrad 2014, ISBN 978-86-6161-109-4, S. 98 (serbisch, Online [PDF]).